# Стивън Хокинг
Професор Стивън Уилям Хокинг, CH CBE FRS (на английски: Stephen William Hawking) е английски физик-теоретик, космолог, астрофизик и популяризатор на науката, автор на книги и статии за новите открития и идеи за Вселената и нейното зараждане, включително и на популярната „Кратка история на времето“ (A Brief History of Time, 1988), която му спечелва международна известност.
До 2009 г. е Лукасов професор по математика на Кеймбриджкия университет (пост, заеман някога от Исак Нютон). Занимава се основно с космология и квантова механика, известен е и като популяризатор на науката. Въпреки тежкото си заболяване – амиотрофична латерална склероза (АЛС) – Хокинг не престава да се труди в областта на науката, показвайки, че физическото увреждане не прави никого по-малко способен да твори.

## Биография
Роден е на 8 януари 1942 година (точно 300 години след смъртта на Галилео Галилей) в Оксфорд, Англия. Къщата на родителите му се намирала в северен Лондон, но по време на Втората световна война Оксфорд е по-безопасно място за живеене. Когато е на 11 години, родителите му се преместват в Сейнт Олбанс, Хартфордшър. През 1959 г. е приет в Оксфордския университет, където не е възможно да учи математика (както той искал), затова записва физика въпреки желанието на баща му да учи медицина. През 1963, докато учи магистратура в Кеймбридж, Хокинг бива диагностициран с АЛС. През март 1966 получава своята докторска степен по приложна математика и теоретична физика.
Той е един от най-младите членове на Английското кралско общество (1971), Командор на ордена на Британската империя (1982) и на други британски кралски отличия и награди за научноизследователска дейност. Въпреки че Хокинг е атеист, той е член на Папската академия на науките, която е под прякото покровителство на папата.
Стивън Хокинг пише в съавторство с дъщеря си Люси Хокинг три детски романа: „Тайният ключ на Джордж за Вселената“ и две нейни продължения. Целта на автора е приключенията на Джордж да бъдат представени по достъпен и забавен начин за младите читатели, които да надникнат в тайните на физиката, времето и вселената.
Той е единственият герой в „Стар Трек: Следващото поколение“, който играе сам себе си. Има и епизодични участия в сериалите „Кръстници-вълшебници“, „Теория за Големия взрив“, „Дилбърт“, „Семейство Симпсън“, „Футурама“.

## Научни открития
Главните интереси на Хокинг са свързани в космологията, квантовата механика и теорията на струните. През 1971 заедно със сър Роджър Пенроуз дават математическо доказателство, подкрепящо теорията на Големия взрив: те показват, че ако теорията на относителността е вярна, то тогава трябва да съществува една сингулярна точка във Вселенското пространство-време. Хокинг също така предполага, че веднага след Големия взрив са се образували първични черни дупки, които са се изпарили почти моментално. По-късно той показва, че ако пренебрегнем ефектите на квантовата механика, то хоризонтът на събитията на черна дупка може само да се увеличава, но не и да намалява. Изчислява максималното количество енергия, което две черни дупки могат да отделят при сблъсъка си, както и че една черна дупка не може да се раздели на две по-малки. През 1974, той доказва, че черните дупки всъщност не са абсолютно черни, а излъчват енергия под формата на елементарни частици, докато изчерпят енергията си и избухнат. Това явление е известно като лъчение на Хокинг, и е първото явление, за чието описание се комбинират законите на гравитацията (общата относителност), квантовата механика и термодинамиката. През 1981 той изказва предположението, че въпреки че Вселената няма граница, тя има краен размер в пространство-времето, математическо доказателство, за което е дадено през 1983. С други думи, според него Вселената е „крайна“, но „неограничена“, така както е крайна и неограничена земната повърхност. За да си представим това във вселенски мащаб, освен познатите ни три пространствени измерения са нужни две допълнителни.

## Заболяване
Въпреки тежкото си заболяване (амиотрофична латерална склероза), Хокинг не спира активната си научноизследователска дейност.
Като дете се занимава с конна езда, като ученик в Оксфорд е носови (на английски: cox) в отбора по академично гребане. Първите симптоми на болестта му се появяват след влизането му в Кеймбридж. Окончателната диагноза му е поставена на 21-годишна възраст, малко преди първата му женитба. Докторите му казват, че едва ли ще живее повече от 1 – 2 години. Въпреки това той не се отказва да се бори с болестта. Хокинг е сред най-дълго живелите с това заболяване, познати на медицината. От 1985 г. използва специален апарат, за да говори. Компютърът, инсталиран в инвалидната му количка, му позволява освен да говори, да пише статии, други текстове, да ползва интернет и електронна поща. Управлението се извършва чрез движение на единствения мускул, който Хокинг може да контролира – един от лицевите мускули на бузата, под окото. Движенията се разчитат от специален инфрачервен сензор, вграден в очилата му. За въвеждане на текст се използва система за предсказване на думите, но въпреки това целият процес е изключително труден и бавен.

## Личен живот
Когато Хокинг завършва Кеймбридж, отношенията му с Джейн Уайлд, приятелка на сестра му, която той среща малко преди да е диагностициран с АЛС, продължават да се развиват. Двойката се сгодява през октомври 1964 и на 14 юли 1965 се женят. Двамата имат три деца – Робърт (р. 1967), Люси (р. 1970) и Тимотей (р. 1979).
През декември 1977 г. Джейн среща органиста Джонатан Джоунс, докато пее в църковен хор. Джоунс става близък приятел със семейство Хокинг. От средата на 1980 г. между Джоунс и Джейн се развиват романтични чувства, но връзката им остава платонична за дълъг период от време.
През 1995 г. Хокинг се развежда с Джейн и се жени за Илейн Мейсон, една от сестрите, която се грижи за него. През 2006 двамата се развеждат и Хокинг възобновява контактите си с Джейн, децата и внуците си.

## Смърт
Хокинг умира на 14 март 2018 г. (денят Пи) в Кеймбридж.

## Награди
- 1975 – Едингтонов медал;
- 1976 – Награда Хюгс на английското Кралско общество;
- 1985 – Златен медал на английското Кралско астрономическо общество;
- 1986 – Член на Ватиканската академия на науките;
- 1988 – Награда Волф за постижения в областта на физиката;
- 1999 – Награда Джулиъс Едгар Лилиънфилд на Американското физическо общество.